# 白鳳文化

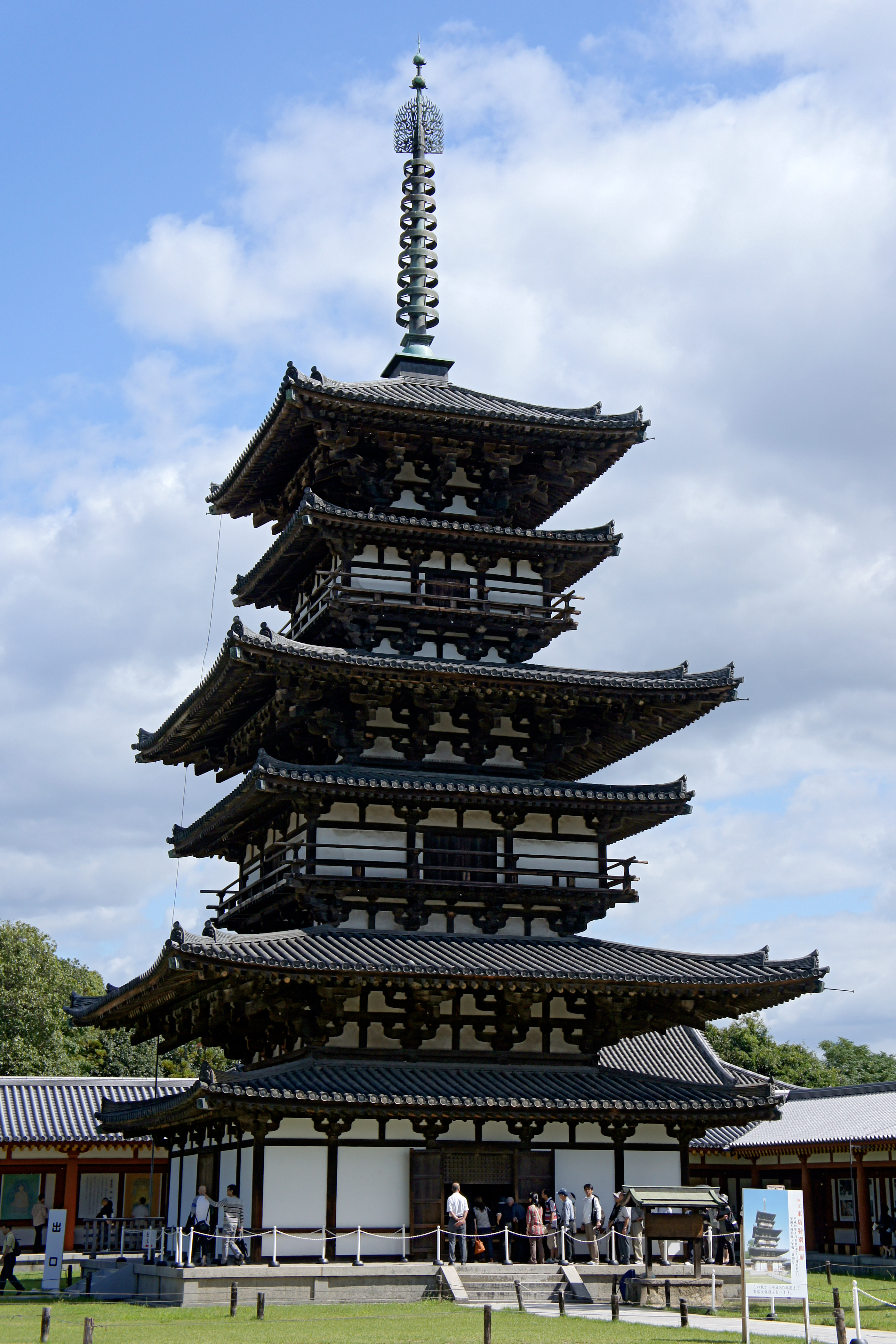
薬師寺東塔。現存する白鳳時代唯一の建築と言われていたが2016年12月に科学的調査（年輪年代測定法）によって奈良時代の建築と判明した。

白鳳文化（はくほうぶんか）とは、645年（大化元年）の大化の改新から710年（和銅3年）の平城京遷都までの飛鳥時代に華咲いたおおらかな文化であり、法隆寺の建築・仏像などによって代表される飛鳥文化と、東大寺の仏像、唐招提寺の建築などによって代表される天平文化との中間に位置する。なお、白鳳とは日本書紀に現れない元号（逸元号や私年号という）の一つである（しかし続日本紀には白鳳が記されている）。天武天皇の頃に使用されたと考えられており（天智天皇のときに使用されたとする説もある）、白鳳文化もこの時期に最盛期を迎えた。

## 特色
- 7世紀の終わり頃完成した、古代の都で最大の規模を誇り、条坊制を布いた本格的な中国風都城の藤原京を中心とした天皇や貴族中心の華やかな文化であった。
- 飛鳥浄御原令や大宝律令が制定され、本格的な国家が始動し始めた頃でもあった。律令国家建設期の若々しい文化で、仏教文化を基調とする。
- 初唐文化を基調とする。
- 天武天皇・持統天皇の時代が中心だが、一部その前の天智天皇・弘文天皇時代を含む部分もある。

## 律令の制定
中国大陸の高度な文明制度を取り入れて、本格的な国家が誕生した。
- 飛鳥浄御原令
- 大宝律令は、701年（大宝元年）に完成し、直ちに施行された。

## 建築
- 藤原宮の内裏（だいり）と朝堂院（ちょうどういん） - 現存せず
- 大官大寺（だいかんだいじ） - 金堂跡と塔跡の土壇などが残るのみで、建物は現存せず。寺は平城京に移転して大安寺となる。
- 本薬師寺（もとやくしじ） - 金堂跡、東西の塔跡などが残るのみで、建物は現存せず。寺は平城京に移転して薬師寺となる。
- 山田寺（浄土寺）

桜井市山田にある。蘇我倉山田石川麻呂が発願して倉山田家の氏寺として建立した寺である。石川麻呂は、蘇我馬子の孫、倉麻呂の子で、大化5年（649年）に異母弟の日向（ひむか）に讒訴され、造営半ばの山田寺で自殺した。悲劇の寺である。発掘調査により東回廊の部材が出土している。
- 法隆寺西院伽藍 - 飛鳥様式で白鳳時代に再建された。
- 法隆寺東院伝法堂 - 白鳳時代の住居を寺とした。
- 薬師寺東塔 - 白鳳様式で奈良時代初期に再建された。
- 相模国分僧寺は、海老名市国分に所在し、南側の中央の中門から回廊を北側の中央の講堂にめぐらし、回廊の内側に東西に金堂と塔が配置された法隆寺式伽藍であり、出土瓦には白鳳様式の瓦が使われている。このことは国分寺造営の詔が出された天平13年(741) より以前に建てられた郡司の氏寺を改修して国分寺としたのではないかと推定されている。

## 彫刻
- 薬師寺金堂銅造薬師三尊像
- 薬師寺東院堂銅造聖観音立像
- 深大寺銅造釈迦如来倚像
- 法隆寺銅造阿弥陀三尊像（伝・橘夫人念持仏）
- 法隆寺銅造観音菩薩立像（夢違観音）
- 興福寺仏頭（もと山田寺講堂本尊・薬師三尊像の中尊の頭部）
- 蟹満寺銅造釈迦如来坐像

## 絵画
- 法隆寺金堂壁画
- 高松塚古墳壁画
- キトラ古墳壁画

## 工芸
- 薬師寺金堂薬師如来台座

## 古墳
- 高松塚古墳
- キトラ古墳

## 文芸
- 漢詩文の隆盛 - 大津皇子
- 和歌の整備 - 額田王、柿本人麻呂

## 暦
- 元嘉暦
- 儀鳳暦